# Eleições estaduais na Bahia em 1962
As eleições estaduais na Bahia em 1962 ocorreram em 7 de outubro como parte das eleições gerais em 22 estados brasileiros e nos territórios federais do Amapá, Rondônia e Roraima, não sendo realizadas eleições no Distrito Federal e no território federal de Fernando de Noronha. Foram eleitos o governador Lomanto Júnior, o vice-governador Orlando Moscoso, os senadores Antônio Balbino e Josaphat Marinho, 31 deputados federais e 60 deputados estaduais, na última eleição direta realizada antes da instauração do Regime Militar de 1964, com a ressalva que, graças a um calendário eleitoral flexível, onze estados elegeram seus governadores em 1965.
Finda a apuração a vitória na disputa para governador foi de Lomanto Júnior. Natural de Jequié, diplomou-se em Odontologia em 1946 na Universidade Federal da Bahia. Agropecuarista, foi eleito vereador em sua terra natal via PL em 1947 e depois prefeito em 1950. Eleito deputado estadual em 1954, retornou à prefeitura de Jequié em 1958, sendo escolhido presidente da Associação Brasileira de Municípios.
O senador mais votado foi Antônio Balbino. Nascido em Barreiras, formou-se advogado pela Universidade Federal do Rio de Janeiro, cidade onde trabalhou como jornalista em A Noite. Após fazer uma especialização na França, voltou à Bahia, onde foi eleito deputado estadual em 1934. Decretado o Estado Novo, saiu da vida política e retornou às suas atividades profissionais, assumindo uma cadeira de professor na Universidade Federal da Bahia e outra no Conselho Estadual de Educação. Em 1945 ingressou no PPS e um ano depois o presidente Eurico Gaspar Dutra o convenceu a mudar para o PSD, sendo eleito deputado estadual em 1947, deputado federal em 1950, governador da Bahia em 1954 e agora senador.
A outra vaga foi preenchida pelo advogado Josaphat Marinho, eleito pelo PST.. Baiano de Ubaíra, ele era professor da Universidade Federal da Bahia, instituição onde se formou. Outrora consultor jurídico do Departamento de Serviço Público do Estado, elegeu-se deputado estadual pela UDN em 1947 e pelo PL em 1954. Secretário de Justiça e Secretário de Fazenda no governo Juracy Magalhães, presidiu o Conselho Nacional do Petróleo a convite do presidente Jânio Quadros.

## Resultado da eleição para governador
Com informações oriundas do Tribunal Superior Eleitoral, que informa a existência de 777.779 votos nominais.
| Candidatos a governador do estado | Candidatos a vice-governador | Número | Coligação                                   | Votação | Percentual |
| --------------------------------- | ---------------------------- | ------ | ------------------------------------------- | ------- | ---------- |
| Lomanto Júnior PL                 | Ver abaixo -                 | -      | PL, PR, UDN, PTB (nome indisponível)        | 396.051 | 50,92%     |
| Waldir Pires PSD                  | Ver abaixo -                 | -      | PSD, PCB, PST, PTN, PSP (nome indisponível) | 362.428 | 46,60%     |
| Aristóteles Góes MTR              | Não havia -                  | -      | MTR (sem coligação)                         | 19.300  | 2,48%      |

## Resultado da eleição para vice-governador
Foram apurados 608.874 votos nominais.
| Candidatos a governador do estado | Candidatos a vice-governador | Número | Coligação                                   | Votação | Percentual |
| --------------------------------- | ---------------------------- | ------ | ------------------------------------------- | ------- | ---------- |
| Ver acima -                       | Orlando Moscoso PSD          | -      | PSD, PCB, PST, PTN, PSP (nome indisponível) | 307.747 | 50,54%     |
| Ver acima -                       | Rocha Pires PR               | -      | PL, PR, UDN, PTB (nome indisponível)        | 301.127 | 49,46%     |

## Resultado das eleições para senador
Com informações oriundas do Tribunal Superior Eleitoral, que informa a existência de 1.132.459 votos nominais.
| Candidatos a senador da República | Candidatos a suplente de senador | Número | Coligação                                   | Votação | Percentual |
| --------------------------------- | -------------------------------- | ------ | ------------------------------------------- | ------- | ---------- |
| Antônio Balbino PSD               | Eduardo Catalão PSD              | -      | PSD, PST, PTN, PSP, MTR (nome indisponível) | 368.325 | 32,52%     |
| Josaphat Marinho PST              | Artur Leite da Silveira PST      | -      | PSD, PST, PTN, PSP, MTR (nome indisponível) | 281.238 | 24,83%     |
| Dantas Júnior UDN                 | Arnold Ferreira da Silva UDN     | -      | PL, PR, UDN, PTB (nome indisponível)        | 243.998 | 21,55%     |
| Lima Teixeira PTB                 | Clemens Sampaio PTB              | -      | PL, PR, UDN, PTB (nome indisponível)        | 238.898 | 21,10%     |

## Deputados federais eleitos
São relacionados os candidatos eleitos com informações complementares da Câmara dos Deputados.

Representação eleita
  PSD: 9
  UDN: 9
  PTB: 8
  PR: 2
  PSB: 1
  PTN: 1
  PRP: 1

| Deputados federais eleitos | Partido | Votação | Percentual | Cidade onde nasceu | Unidade federativa |
| Oliveira Brito             | PSD     | 41.458  |            | Ribeira do Pombal  | Bahia              |
| Manoel Novaes              | PTB     | 37.519  |            | Floresta           | Pernambuco         |
| Hermógenes Príncipe        | PSD     | 23.381  |            | Salvador           | Bahia              |
| Edgar Pereira              | PSD     | 22.076  |            | Saúde              | Bahia              |
| Vieira de Melo             | PSD     | 21.765  |            | Barreiras          | Bahia              |
| Hélio Ramos                | PSD     | 21.586  |            | Recife             | Pernambuco         |
| Manso Cabral               | PR      | 20.911  |            | Salvador           | Bahia              |
| Fernando Santana           | PTB     | 20.788  |            | Irará              | Bahia              |
| Antônio Carlos Magalhães   | UDN     | 19.617  |            | Salvador           | Bahia              |
| Clemens Sampaio            | PTB     | 18.981  |            | Amargosa           | Bahia              |
| Oscar Cardoso              | UDN     | 18.880  |            | Uauá               | Bahia              |
| Heitor Dias                | UDN     | 17.834  |            | Santo Amaro        | Bahia              |
| Necy Novaes                | PTB     | 17.619  |            | São Paulo          | São Paulo          |
| Aluísio de Castro          | PSD     | 17.414  |            | Salvador           | Bahia              |
| Josafá Borges              | PSD     | 16.972  |            | Frei Paulo         | Sergipe            |
| Gastão Pedreira            | PTB     | 16.860  |            | Salvador           | Bahia              |
| Tourinho Dantas            | UDN     | 16.706  |            | Salvador           | Bahia              |
| Rui Santos                 | UDN     | 16.091  |            | Casa Nova          | Bahia              |
| João Mendes                | UDN     | 15.699  |            | Feira de Santana   | Bahia              |
| Vasco Filho                | UDN     | 15.691  |            | Pitangui           | Minas Gerais       |
| Wilson Falcão              | UDN     | 15.766  |            | Feira de Santana   | Bahia              |
| Mário Lima                 | PSB     | 15.450  |            | Glória             | Bahia              |
| João Alves                 | PTB     | 15.145  |            | Maceió             | Alagoas            |
| Luís Viana Filho           | UDN     | 14.967  |            | Paris              | França             |
| Régis Pacheco              | PSD     | 14.577  |            | Salvador           | Bahia              |
| Teódulo Albuquerque        | PTB     | 12.168  |            | Pilão Arcado       | Bahia              |
| Henrique Lima              | PSD     | 11.482  |            | Ipirá              | Bahia              |
| Raimundo Brito             | PR      | 11.061  |            | Salvador           | Bahia              |
| Josafá Azevedo             | PTN     | 10.378  |            | Alagoinhas         | Bahia              |
| Oscar de Luna Freire       | PRP     | 9.500   |            | Juazeiro           | Bahia              |
| Pedro Catalão              | PTB     | 8.423   |            | Ilhéus             | Bahia              |

## Deputados estaduais eleitos
Estavam em jogo 60 cadeiras na Assembleia Legislativa da Bahia.

Representação eleita
  UDN: 13
  PSD: 10
  PR: 7
  PDC: 6
  PTB: 6
  PST: 5
  PSP: 4
  PL: 3
  PRP: 2
  PTN: 2
  MTR: 1
  PSB: 1

Fonteː
| Deputados estaduais eleitos            | Partido | Votação | Percentual | Cidade onde nasceu     | Unidade federativa |
| Cristóvão Ferreira                     | PDC     | 11.887  |            | Salvador               | Bahia              |
| Juracy Magalhães Júnior                | UDN     | 10.791  |            | Salvador               | Bahia              |
| Antônio Brito da Silva                 | PSD     | 10.766  |            | Ribeira do Amparo      | Bahia              |
| Wilson Lins                            | UDN     | 9.415   |            | Pilão Arcado           | Bahia              |
| Bolivar Sant'Anna Baptista             | PSD     | 8.677   |            | Juazeiro               | Bahia              |
| Paulo Maciel Fernandes                 | PSD     | 8.304   |            | Caculé                 | Bahia              |
| Abelardo Veloso                        | PSD     | 8.151   |            | Salvador               | Bahia              |
| Urbano de Almeida Neto                 | PSD     | 7.740   |            | Jitaúna                | Bahia              |
| Clodoaldo de Oliveira Campos           | PSD     | 7.711   |            | Irará                  | Bahia              |
| Nelson David Ribeiro                   | PSD     | 7.568   |            | Camamu                 | Bahia              |
| Renato Rodemburg de Medeiros Netto     | PTB     | 7.452   |            | Salvador               | Bahia              |
| Edvaldo Brandão Correia                | PSD     | 7.197   |            | Cachoeira              | Bahia              |
| José de Almeida Alcântara              | UDN     | 6.898   |            | Caravelas              | Bahia              |
| Theócrito Calixto da Cunha             | PSD     | 6.740   |            | Conceição do Coité     | Bahia              |
| Deolisano Rodrigues de Souza           | UDN     | 6.721   |            | Jequitinhonha          | Minas Gerais       |
| Francisco Rocha Pires                  | PR      | 6.625   |            | Jacobina               | Bahia              |
| Francisco Batista Neves Filho          | PST     | 6.342   |            | Caetité                | Bahia              |
| Jutahy Magalhães                       | UDN     | 6.259   |            | Rio de Janeiro         | Rio de Janeiro     |
| Orlando Ferreira Spínola               | UDN     | 6.257   |            | Salvador               | Bahia              |
| Djalma Alves Bessa                     | PSD     | 6.225   |            | Xique-Xique            | Bahia              |
| Hamilton Saback Cohim                  | PTB     | 6.167   |            | Feira de Santana       | Bahia              |
| Wilde de Oliveira Lima                 | PRP     | 6.137   |            | Vitória da Conquista   | Bahia              |
| Honorato Viana de Castro               | UDN     | 6.023   |            | Casa Nova              | Bahia              |
| Áureo de Oliveira Filho                | UDN     | 5.996   |            | Feira de Santana       | Bahia              |
| José da Silva Azi                      | PTB     | 5.849   |            | Lamarão                | Bahia              |
| Wilton Valença                         | PSB     | 5.803   |            | Ilhéus                 | Bahia              |
| Accioly Vieira                         | UDN     | 5.802   |            | Cícero Dantas          | Bahia              |
| Paulo da Silva Nunes                   | PR      | 5.801   |            | Frei Paulo             | Sergipe            |
| Oswaldo Teixeira de Almeida            | PR      | 5.481   |            | Seabra                 | Bahia              |
| João Mendes da Costa Neto              | UDN     | 5.477   |            | Salvador               | Bahia              |
| Henrique Weyll Cardoso e Silva         | UDN     | 5.314   |            | Ilhéus                 | Bahia              |
| José Adelmário Pinheiro                | PR      | 5.192   |            | Pojuca                 | Bahia              |
| José Bezerra Neto                      | PST     | 4.996   |            | Quijingue              | Bahia              |
| Deoclides Gonçalves Sacramento Neto    | UDN     | 4.988   |            | Ruy Barbosa            | Bahia              |
| João Borges de Figueiredo              | PL      | 4.923   |            | Macaúbas               | Bahia              |
| Menandro José Minahim                  | PDC     | 4.851   |            | Salvador               | Bahia              |
| José Cândido de Carvalho Filho         | UDN     | 4.843   |            | Boa Viagem             | Ceará              |
| João Bião de Cerqueira e Souza         | PDC     | 4.823   |            | São Francisco do Conde | Bahia              |
| Eujácio Simões Viana                   | PR      | 4.756   |            | Itororó                | Bahia              |
| Alberto Teixeira Barreto               | PDC     | 4.737   |            | Itabuna                | Bahia              |
| José Juarez Maciel Hortélio            | PTB     | 4.700   |            | Serrinha               | Bahia              |
| Edvaldo Valois Coutinho                | PSP     | 4.696   |            | Jacobina               | Bahia              |
| Ênio Mendes de Carvalho                | PSP     | 4.690   |            | Esplanada              | Bahia              |
| Ana Oliveira                           | PL      | 4.689   |            | Serrinha               | Bahia              |
| Diógenes Alves                         | PDC     | 4.630   |            | Salvador               | Bahia              |
| Francisco Moitinho Dourado             | PSP     | 4.606   |            | Irecê                  | Bahia              |
| Agostinho Cardoso Pinheiro             | PL      | 4.555   |            | São Miguel das Matas   | Bahia              |
| Sebastião Azevedo                      | PDC     | 4.496   |            | Divinópolis            | Minas Gerais       |
| Humberto Guedes de Araújo              | PR      | 4.476   |            | Santo Antônio de Jesus | Bahia              |
| Durval Gama Sobrinho                   | PSP     | 4.457   |            | Salvador               | Bahia              |
| José Medrado Vaz Santos                | PR      | 4.454   |            | Macaúbas               | Bahia              |
| Christovam Colombo Maia Sampaio        | PTB     | 4.451   |            | Salvador               | Bahia              |
| Vespasiano Dias                        | PTN     | 4.383   |            | Tanhaçu                | Bahia              |
| Horácio Matos Júnior                   | PST     | 4.339   |            | Lençóis                | Bahia              |
| Luiz Paulo Athayde                     | PTB     | 4.436   |            | Salvador               | Bahia              |
| Carlos Ernesto Linhares de Albuquerque | PST     | 4.115   |            | Salvador               | Bahia              |
| Antônio de Almeida Cruz                | PST     | 3.877   |            | Santaluz               | Bahia              |
| Walter Dias Ribeiro                    | PTN     | 3.175   |            | São Raimundo Nonato    | Piauí              |
| Durval Barbosa da Cunha                | PRP     | 2.843   |            | Juazeiro               | Bahia              |
| Sebastião Nery                         | MTR     | 1.992   |            | Jaguaquara             | Bahia              |